# Mahathir Mohamad
Đây là một tên người Mã Lai. Theo tập quán Mã Lai, tên gọi hay được sử dụng hơn. Tên gọi của người này là Mahathir.
Mahathir bin Mohamad (Jawi: محاضير بن محمد‎; IPA: [maˈhaðɪr bɪn moˈhamad]; sinh ngày 10 tháng 7 năm 1925) là một chính trị gia Malaysia từng giữ chức thủ tướng Malaysia. Ông được bổ nhiệm làm thủ tướng năm 1981, nghỉ hưu năm 2003 và trở lại văn phòng từ năm 2018 đến năm 2020. Ông là chủ tịch của liên minh Pakatan Harapan, đồng thời là thành viên của Quốc hội Malaysia cho khu vực bầu cử Langkawi ở bang Kedah. Sự nghiệp chính trị của Mahathir đã kéo dài hơn 70 năm bắt đầu bằng việc ông tham gia các cuộc biểu tình chống lại người Malaysia không có quốc tịch Malaysia trong Liên minh Malaysia thông qua việc thành lập đảng của riêng mình, Đảng Bản địa Thống nhất Malaysia (PPBM), vào năm 2016.
Sinh ra và lớn lên ở Alor Setar, Kedah, Mahathir xuất sắc ở trường và trở thành bác sĩ y khoa. Ông trở nên tích cực trong Tổ chức Quốc gia Mã Lai (UMNO) trước khi vào quốc hội năm 1964. Ông đã phục vụ một nhiệm kỳ trước khi mất ghế, sau đó rơi ra với Thủ tướng Tunku Abdul Rahman và bị trục xuất khỏi UMNO. Khi Abdul Rahman từ chức, Mahathir tái gia nhập UMNO và quốc hội, và được thăng chức vào Nội các. Đến năm 1977, ông đã trở thành Phó thủ tướng. Năm 1981, ông tuyên thệ nhậm chức Thủ tướng.
Trong nhiệm kỳ thủ tướng đầu tiên của Mahathir, Malaysia đã trải qua thời kỳ hiện đại hóa và tăng trưởng kinh tế nhanh chóng, và chính phủ của ông đã khởi xướng một loạt các dự án cơ sở hạ tầng táo bạo, tiêu biểu là Đường Siêu tốc Bắc - Nam, Siêu hành lang Truyền thông đa phương tiện, Thủ đô Putrajaya, Sân bay quốc tế Kuala Lumpur, Đập Thủy điện BaKun ở Sarawak, Thành phố Cảng Tanjung Pelepas ở Johor, Tòa Cao ốc Petronas. Mahathir là một nhân vật chính trị thống trị, giành chiến thắng trong năm cuộc tổng tuyển cử liên tiếp và chống lại một loạt các đối thủ cho sự lãnh đạo của UMNO. Là thủ tướng, ông là người ủng hộ sự phát triển của thế giới thứ ba và là một nhà hoạt động quốc tế nổi tiếng.
Sau khi rời văn phòng, Mahathir trở thành nhà phê bình gay gắt của người kế nhiệm được đích thân ông chọn Abdullah Ahmad Badawi năm 2006 và người kế tục sau đó, Najib Razak vào năm 2015. Vào ngày 29 tháng 2 năm 2016, Mahathir đã rời UMNO để ủng hộ hành động của Thủ tướng Najib Razak, bất chấp vụ bê bối 1Malaysia Development Berhad. Vào ngày 9 tháng 9 năm 2016, Đảng Bản địa Thống nhất Malaysia đã chính thức được đăng ký làm đảng chính trị, với Mahathir là chủ tịch. Vào ngày 8 tháng 1 năm 2018, Mahathir đã được công bố là ứng cử viên liên minh Pakatan Harapan cho thủ tướng cho cuộc tổng tuyển cử năm 2018, trong kế hoạch ân xá Anwar Ibrahim và trao một vai trò cho ông nếu chiến dịch thành công. Sau chiến thắng quyết định cho Pakatan Harapan trong cuộc bầu cử năm 2018, Mahathir đã tuyên thệ nhậm chức thủ tướng vào ngày 10 tháng 5 năm 2018. Ở tuổi 100, ông là nhà lãnh đạo nhà nước sống thọ nhất. Ông là thủ tướng đầu tiên không đại diện cho liên minh Barisan Nasional (BN) (hay tiền thân của nó, Đảng Liên minh) và cũng là người đầu tiên giữ cương vị này từ hai đảng khác nhau và trong các nhiệm kỳ không liên tiếp.
Mahathir được coi là một trong những nhân vật quan trọng nhất trong lịch sử Malaysia hiện đại. Giai đoạn kinh tế Malaysia phát triển mạnh vào những nhiệm kỳ ông đương chức. Vào tháng 4 năm 2019, Mahathir được Tạp chí Time liệt kê là một trong 100 người có ảnh hưởng nhất năm 2019. Vào tháng 5 cùng năm, ông được xếp hạng thứ 47 trong danh sách 50 nhà lãnh đạo xuất sắc của Fortune Global 2019.

## Thời trẻ
Mahathir sinh ngày 10 tháng 7 năm 1925 tại Alor Setar, thủ phủ bang Kedah ở miền bắc Malaysia. Mahathir là con út trong gia đình có 9 anh em ruột. Thân sinh ông là thầy giáo Mohamad Iskandar (có cha là tín đồ Đạo hồi Malaysia gốc Ấn di cư từ Kerala, Ấn Độ). Mẹ của ông là bà Wan Tampawan, người Malaysia.
Trong thế chiến thứ II, ông phụ giúp gia đình. Mahathir học tại Trường Trung học Sultan Abdul Hamid, Alor Star. Sau đó, theo học Đại học Y khoa King Edward VII Singapore (nay là Đại học Quốc gia Singapore). Tốt nghiệp đại học y khoa năm 1953, Mahathir tham gia chính phủ với tư cách là chuyên viên y tế.
Ngày 5 tháng 8 năm 1956, Mahathir kết hôn với bà Siti Hasmah Mohd Ali, bác sĩ và là bạn cùng đại học. Vợ chồng Mahathir sinh được ba con trai và hai con gái.

## Sự nghiệp chính trị
Năm 1964, Mahathir là ứng cử viên hạ viện của Đảng Kota Setar Selatan thắng cử với đa số phiếu 60,2%.
Năm 1970, ông đã viết tác phẩm "Thế khó của Malaysia", trong đó, ông tìm cách lý giải nguyên nhân của cuộc xung đột đẫm máu ngày 13 tháng 5 ở Kuala Lumpur và lý do trì trệ kinh tế của Malaysia. Mahathir cũng đề xuất một giải pháp kinh tế - chính trị dưới hình thức "bảo vệ kiến thiết", vạch ra tỉ mỉ sau khi cân nhắc kỹ lưỡng các yếu tố di truyền và ảnh hưởng của môi trường đến chủng tộc Mã Lai. Ngay khi xuất bản, lập tức sách bị chính quyền Tunku Abdul Rahman cấm lưu hành. Đến năm 1981, khi ông trở thành Thủ tướng, lệnh cấm đối với quyển sách này mới được bãi bỏ.
Ngày 7 tháng 3 năm 1972, ông tái gia nhập Đảng UMNO và được chỉ định vào Thượng nghị viện năm 1973. Một năm sau, ông rời thượng viện, tham gia cuộc tổng tuyển cử và tái đắc cử không đối thủ trong khu vực bầu cử bang Kubang Pasu, được bổ nhiệm làm Bộ trưởng Bộ Giáo dục.
Năm 1975, ông là một trong ba Phó Chủ tịch của Đảng UMNO, sau khi thắng cử với 47 phiếu.
Ngày 15 tháng 9 năm 1978, Mahathir được bổ nhiệm làm Phó Thủ tướng kiêm Bộ trưởng Bộ Công thương.

## Thủ tướng (1981-2003)

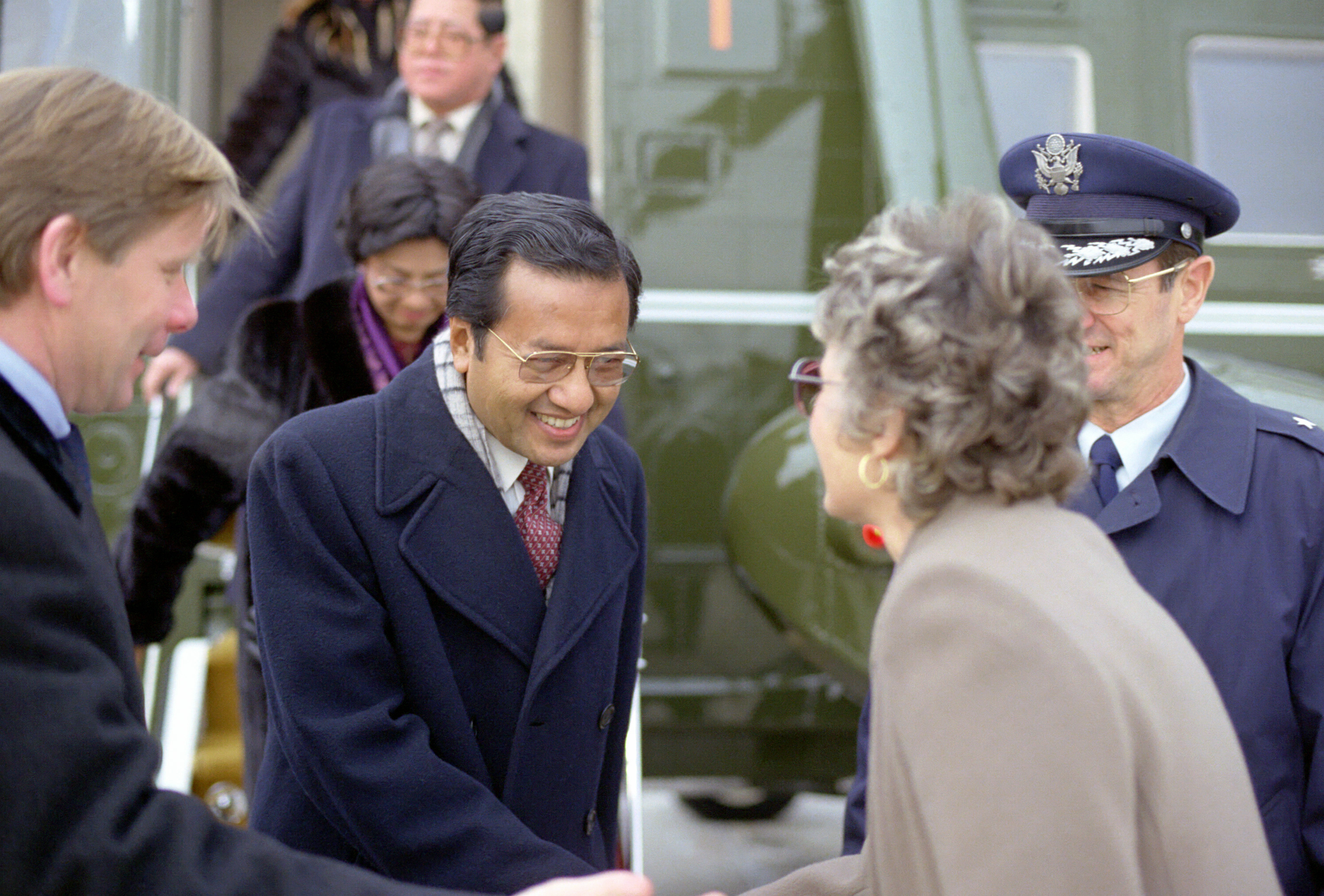
Mahathir đến thăm Hoa Kỳ năm 1984

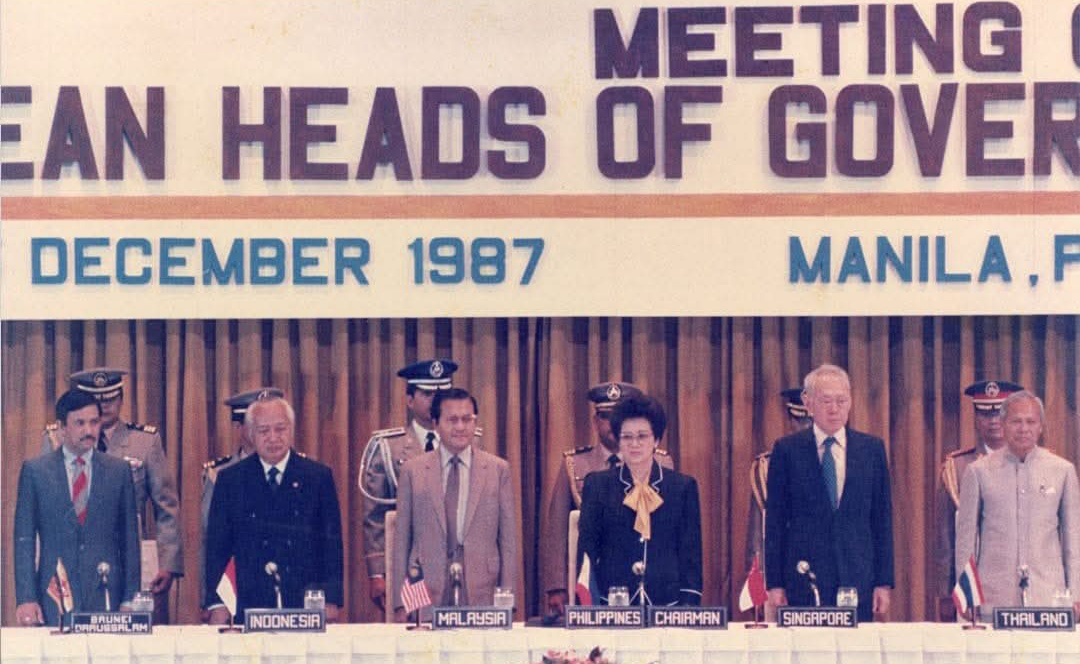
Mahathir tại Hội nghị cấp cao ASEAN lần thứ 3 vào ngày 14–15 tháng 12 năm 1987

Ngày 16 tháng 7 năm 1981, Mahathir trở thành Thủ tướng thứ tư của Malaysia. Ông là Thủ tướng Malaysia đầu tiên xuất thân từ tầng lớp bình dân, trong khi đó cả ba vị tiền nhiệm đều là thành viên Hoàng tộc hoặc dòng dõi ưu tú.
Việc Mahathir lãnh đạo lâu dài được cho là đã mang lại sự ổn định chính trị và ông được mệnh danh là "Cha đẻ của Malaysia hiện đại", khi giám sát việc xây dựng đường cao tốc và khu công nghiệp trong những năm 1980 và 1990.

### Sửa đổi hiến pháp
Năm 1983 và 1991, Mahathir nắm quyền nền quân chủ quốc gia và liên bang, xóa bỏ quyền phủ quyết và miễn truy tố của Hoàng gia. Trước đó, bất cứ dự luật nào cũng phải được triều đình phê chuẩn mới có thể đưa vào luật. Thay đổi này khiến cho phê chuẩn của Nghị viện sau 30 ngày sẽ mang tính hợp pháp như của triều đình, bất chấp thái độ của Quốc vương. Tuy nhiên, nó chỉ áp dụng cho các đạo luật ngoài tín ngưỡng trong khi nhiều Tiểu vương vẫn tiếp tục đưa ra các giáo luật đạo Hồi trong quyền hạn của mình.

### Chính sách kinh tế

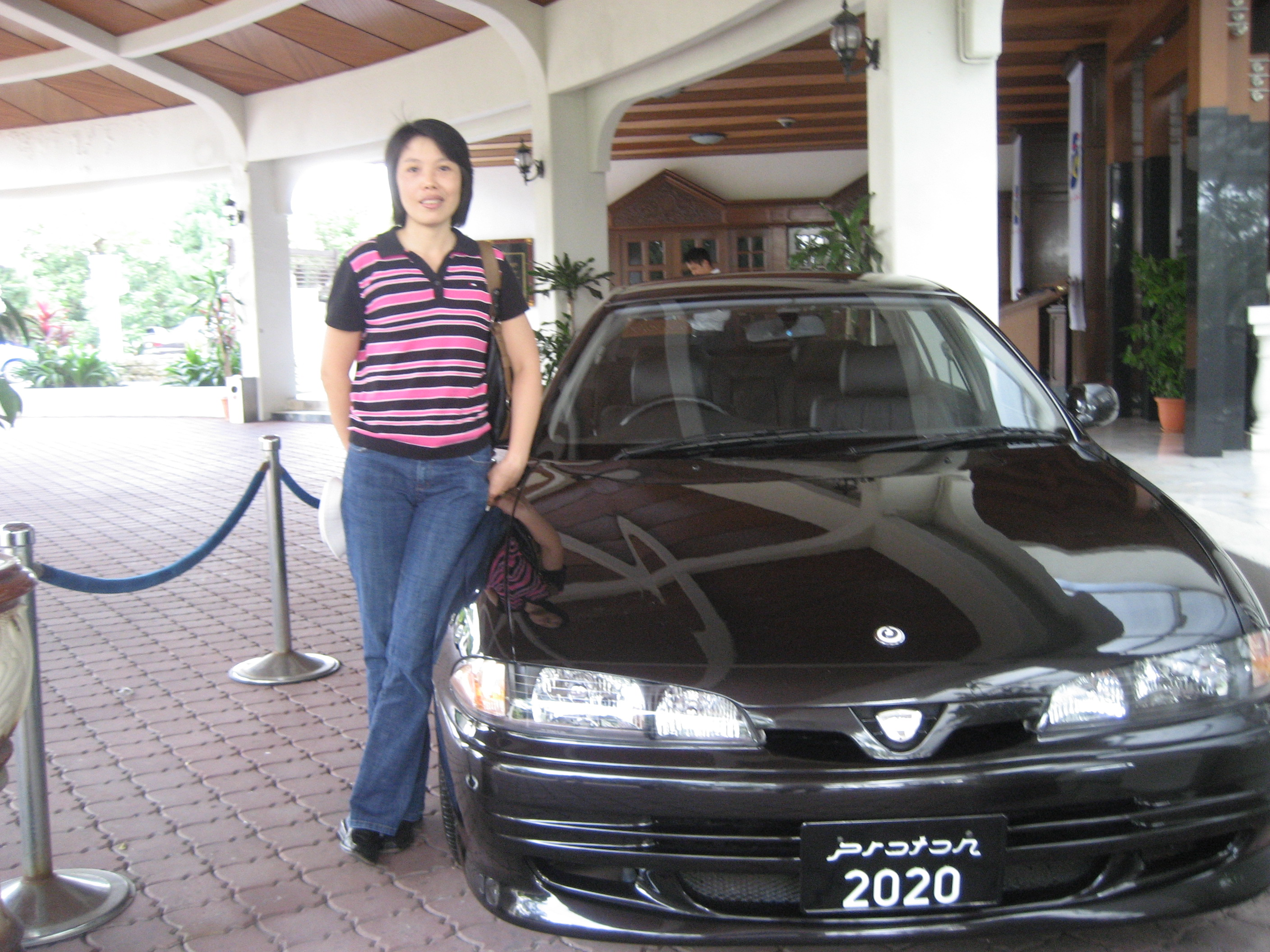
Xe oto nội địa Proton của Mahathir
sử dụng khi đương chức Thủ tướng

Trong 22 năm cầm quyền, Mahathir đã biến Malaysia thành trung tâm viễn thông, tài chính và sản xuất công nghệ cao trong khu vực Asean và châu Á. Dựa trên chủ nghĩa dân tộc tự trị, chính sách kinh tế của Mahathir gồm nhiều "Kế hoạch Malaysia" đưa ra các kế hoạch trung hạn của Chính phủ Malaysia - Các chính sách này mang đậm dấu ấn kinh tế vĩ mô Keynesian và thực tế vẫn duy trì cho đến khi Mahathir kết thúc nhiệm kỳ của mình. Những dự án ưa thích của Mahathir gồm: Công ty Thép Perwaja - một nỗ lực cạnh tranh với Hàn Quốc, Nhật Bản; Công ty Xe hơi Proton, Dịch vụ truyền hình Astro.
Mahathir có công dẫn dắt Malaysia qua những bước phát triển thần kỳ, trở thành một trong những nền kinh tế mạnh nhất Khu vực các nước Asean. Từ năm 1988 đến 1997, tốc độ tăng trưởng trung bình hơn 10%, tiêu chuẩn sống tăng gấp 20 lần, nạn đói gần như được quyét sạch hoàn toàn, các chỉ số phúc lợi xã hội như tỷ lệ biết chữ và tỷ lệ tử vong trẻ em đạt ngang hàng các nước phát triển.
Mahathir phát động nhiều dự án quốc gia có quy mô lớn. Tiêu biểu là Đường Siêu tốc Bắc - Nam, Siêu hành lang Truyền thông đa phương tiện, Thủ đô Putrajaya, Sân bay quốc tế Kuala Lumpur, Đập Thủy điện BaKun ở Sarawak, Thành phố Cảng Tanjung Pelepas ở Johor, Tòa Cao ốc Petronas.
Sự nghiệp chính trị của Mahathir gặp phải sóng gió lớn nhất ở vào thời điểm Malaysia rơi vào cuộc khủng hoảng tài chính năm 1997. Sau đó, ông lại có động thái gây nhiều tranh cãi khi cách ly nền kinh tế bằng việc kiểm soát các nguồn vốn ngắn hạn để không cho ngoại tệ rời khỏi Malaysia. Malaysia phục hồi nhanh chóng về tăng trưởng GDP từ năm 1998, chính thức vượt qua cuộc khủng hoảng tài chính châu Á một cách nguyên vẹn. Sau hơn một năm buộc tội những "kẻ đầu cơ lừa đảo" người phương Tây là nguyên nhân gây ra khủng hoảng kinh tế ở châu Á, Mahathir tuyên bố kiểm soát hoàn toàn các nguồn vốn. Trên lĩnh vực kinh tế, chính sách của Mahathir đã giúp Malaysia ít bị ảnh hưởng bởi khủng hoảng so với các nước láng giềng và cuối cùng Quỹ Tiền tệ quốc tế (IMF) đã phải công nhận điều này.

### Chính sách giáo dục
Năm 1974, Mahathir được chỉ định làm Bộ trưởng Bộ Giáo dục. Ông chủ trương xây dựng một "nền giáo dục dành cho nhân dân" ở trình độ trung học phổ thông, đề cao toán học và khoa học công nghệ. Mơ ước về một đất nước Malaysia phát triển, suốt thời kỳ đương nhiệm Thủ tướng, Mahathir tiếp tục xúc tiến mạnh mẽ nghị trình giáo dục bậc cao kể cả về số lượng, lẫn chất lượng.
Mahathir chỉ thị soạn một giáo án trong đó tiếng Mã Lai là môn học bắt buộc tại các trường phổ thông; trong lúc đó các trường học nói tiếng Anh, tiếng Hoa và tiếng Tamil đều thuộc về các tổ chức truyền giáo hoặc tư thục. Học sinh tốt nghiệp ở đây sẽ được dự các kỳ thi tương ứng ở nước ngoài, do các hội đồng và ủy ban do trường lập ra. Sau đó, những kỳ thi ở nước ngoài lần lượt bị hủy bỏ. Những trường chuyển sang công lập nhận được tài trợ lớn từ Chính phủ Malaysia. Sijil Pelajaran Malaysia (SPM) và Sijil Rendah Pelajaran (SRP) được đưa vào thành các kỳ thi quốc gia.
Các trường nội trú được xây dựng và khuyến khích để phục vụ cho cộng đồng bản xứ có thu nhập thấp. Dùng các học bổng Chính phủ, hàng năm Mahathir đưa hàng chục ngàn học sinh đi đào tạo đại học tại Hoa Kỳ, Anh, Úc và các nước phương Tây mà ông muốn phát triển ngang bằng. Mahathir thúc đẩy tự do hóa việc thành lập các trường đại học, dẫn đến việc xây dựng các trường đại học chi nhánh hoặc tạo ra các mối liên kết ràng buộc với các trường đại học có uy tín trên thế giới (Đại học Nottingham, Anh; Đại học MIT, Hoa Kỳ; Đại học Monash, Đại học Công nghệ Curtin, Úc,...).
Các công ty tư nhân có lịch sử lâu dài hoạt động tại Malaysia cũng được khuyến khích thành lập, xây dựng quan hệ hợp tác hoặc mở các trung tâm giáo dục bậc cao và trung tâm tài năng.

### Chính sách ngoại giao

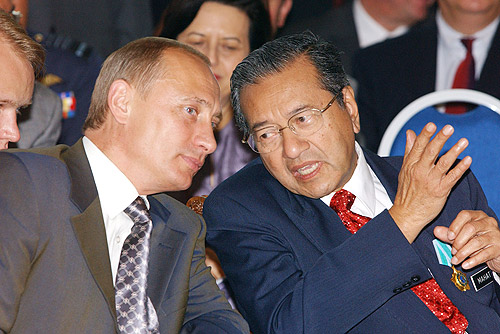
Mahathir và Tổng thống Nga Vladimir Vladimirovich Putin (5 tháng 8 năm 2003)

Thời kỳ Mahathir đương nhiệm Thủ tướng, mối quan hệ giữa Malaysia với các nước phương Tây phát triển tốt, dù ông là người thẳng thắn bày tỏ quan điểm của mình với các nước này. Trong thời kỳ này, có một bất đồng nhỏ với Liên hiệp Anh và Bắc Ireland về học phí đại học đã khiến Mahathir châm ngòi phong trào tẩy chay hàng hóa của Anh. Chiến dịch này trở nên nổi tiếng với tên gọi: "Mua hàng Anh quốc sau cùng" (Buy British Last). Nó cũng dẫn đến sự tìm kiếm mô hình phát triển ở châu Á, đáng chú ý nhất là Nhật Bản, mở đầu cho chính sách "hướng về phương Đông" nổi tiếng của ông. Sau đó, Thủ tướng Anh Margaret Thatcher đã giải quyết tranh chấp, nhưng ông vẫn đề cao các mô hình châu Á này so với các mô hình phương Tây cùng thời.

#### Quan hệ vớiHoa Kỳ

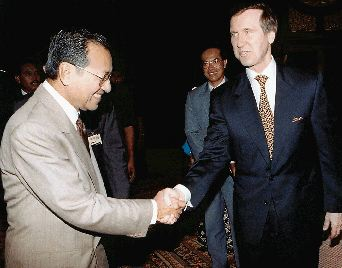
Mahathir và Bộ trưởng Bộ Quốc phòng Hoa Kỳ William Cohen (12 tháng 1 năm 1998)

Mahathir là người luôn là người phê phán không khoan nhượng với Hoa Kỳ, nhưng ông vẫn coi Hoa Kỳ là nguồn vốn đầu tư nước ngoài lớn nhất và là khách hàng lớn nhất của Malaysia dưới thời đương nhiệm Thủ tướng của mình. Các sĩ quan quân đội Malaysia vẫn tham gia Chương trình huấn luyện quân sự quốc tế IMET.
Tại Hội nghị Asean năm 1997, Mahathir đã lên án Bản Tuyên ngôn nhân quyền quốc tế của Hoa Kỳ, rằng Hoa Kỳ và các nước khác sử dụng nó như một công cụ đàn áp để áp đặt các giá trị Tây phương lên châu Á. Mahathir cho rằng các nước châu Á cần sự ổn định và phát triển hơn là quyền tự do dân chủ. Mặc dù vậy, Malaysia vẫn có quan hệ vững chắc với Hoa Kỳ.

#### Quan hệ với Khu vựcTrung Đông
Đối với khu vực Trung Đông, Mahathir ủng hộ sự nghiệp đấu tranh vì đất nước Palestine và lập quan hệ ngoại giao với Tổ chức Giải phóng Palestine (công dân Israel vẫn bị cấm nhập cảnh vào Malaysia và ngược lại nếu không được sự cho phép đặc biệt từ Chính phủ hai nước). Cuộc khủng hoảng tài chính năm 1997, Mahathir quy trách nhiệm làm sụp đổ đồng ringgit cho âm mưu của Israel chống lại cộng đồng thịnh vượng Hồi giáo. Mahathir phát biểu: "Người Israel đã cướp lấy tất cả của người Palestine, nhưng ở đất nước Malaysia họ không thể làm được điều đó, vì vậy họ đã làm điều này: giảm giá đồng ringgit".

#### Quan hệ vớiTrung Quốc
Mahathir được coi là một "vị khách thường xuyên" của Trung Quốc. Trong 22 năm làm Thủ tướng giai đoạn 1981-2003, ông thăm Trung Quốc 7 lần. Mahathir còn có 9 chuyến thăm khác tới Trung Quốc trong thời gian ông nghỉ hưu.

#### Quan hệ vớiSingapore
Lý Quang Diệu mong muốn cải thiện quan hệ với Mahathir ngay từ khi Mahathir được bổ nhiệm vào chức vụ phó thủ tướng. Nhận biết rằng Mahathir đang ở vị trí chuẩn bị cho chức thủ tướng Malaysia, năm 1978 ông mời Mahathir (thông qua tổng thống Singapore lúc ấy là Devan Nair) đến thăm Singapore. Cuộc viếng thăm lần đầu và những lần sau đó giúp cải thiện mối quan hệ cá nhân giữa hai nhà lãnh đạo cũng như mối bang giao giữa hai quốc gia. Mahathir yêu cầu Lý Quang Diệu cắt đứt quan hệ với các thủ lĩnh gốc Hoa thuộc đảng Hành động Dân chủ (tại Malaysia); đổi lại, Mahathir cam kết không can thiệp vào các vấn đề của người Singapore gốc Mã Lai.
Tháng 12 năm 1981, Mahathir quyết định thay đổi múi giờ của bán đảo Mã Lai để tạo nên một múi giờ thống nhất cho toàn thể đất nước Malaysia, Lý Quang Diệu chấp nhận sự thay đổi này vì những lý do kinh tế và xã hội. Nhờ vậy, mối quan hệ giữa hai phía càng được cải thiện trong năm 1982.

#### Quan hệ vớicác nước đang phát triển
Trong số các nước phát triển và các quốc gia Hồi giáo, Mahathir được tôn trọng vì sức phát triển mạnh mẽ cũng như sự ủng hộ dành cho các giá trị giải phóng cộng đồng Hồi giáo. Các nhà lãnh đạo nước ngoài, như Tổng thống Kazakhstan Nursultan Nazarbayev, đã hết lời ca ngợi Mahathir và cố gắng học theo mô hình phát triển của ông. Ông là một trong những người phát ngôn nổi tiếng nhất về các vấn đề của Thế giới thứ 3, và ông cũng là người ủng hộ mạnh mẽ sự hàn gắn chiến tranh chia cắt Nam - Bắc, cũng như thúc đẩy sự phát triển của các quốc gia Hồi giáo. Ông đóng góp tận tụy cho sự phát triển của khối thế giới thứ 3 như ASEAN, G7, Phong trào không liên kết, Tổ chức các Quốc gia Hồi giáo và Nhóm G22 tại cuộc thảo luận WTO tại Cancún.

### Từ chức
Năm 22 tháng 6 năm 2002, Mahathir thông báo một cách bất ngờ trong cuộc họp thường niên của Đảng cầm quyền UMNO là ông sẽ chính thức từ nhiệm Thủ tướng Malaysia. Được thuyết phục, ông giữ chức Thủ tướng thêm 16 tháng.
Ngày 31 tháng 10 năm 2003, Mahathir bin Mohamad từ chức sau 22 năm nắm quyền, trở thành một nhà lãnh đạo lâu nhất châu Á, ông đã bàn giao nhiệm vụ của mình một cách kỹ lưỡng. Cùng lúc, ông được trao tặng huân chương danh dự cao nhất của Chính phủ Malaysia và được Quốc vương Malaysia phong tước "Tun" - tước hiệu cao quý nhất dành cho công dân Malaysia. Sự biến chuyển của nước này trong vòng hai thập kỷ qua rất ấn tượng và Mahathir là người có công lớn trong sự biến chuyển đó.

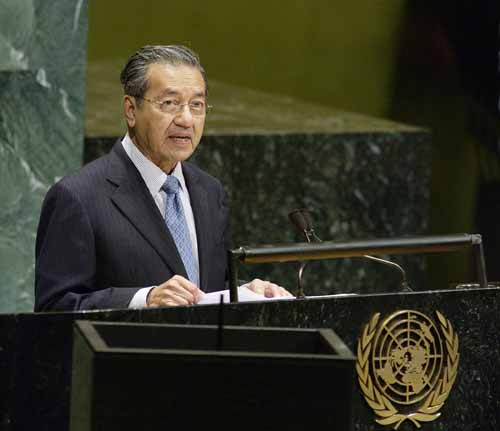
Mahathir đang phát biểu tại Đại Hội Đồng Liên Hợp Quốc ở New York vào ngày 25 tháng 9 năm 2003

## Về hưu
Sau khi mãn nhiệm Thủ tướng, ông tham gia vào Chính phủ với vai trò Cố vấn cho Công ty Dầu khí Quốc gia Petronas và Công ty Xe hơi Quốc gia Malaysia Proton - đó cũng là một trong những dự án trọng điểm được đưa ra từ khi ông tại chức. Mặc dù rút lui khỏi chính trường, ông vẫn thẳng thắn phê phán các vấn đề chính trị trong nước của Malaysia.

## Thủ tướng (2018-2020)

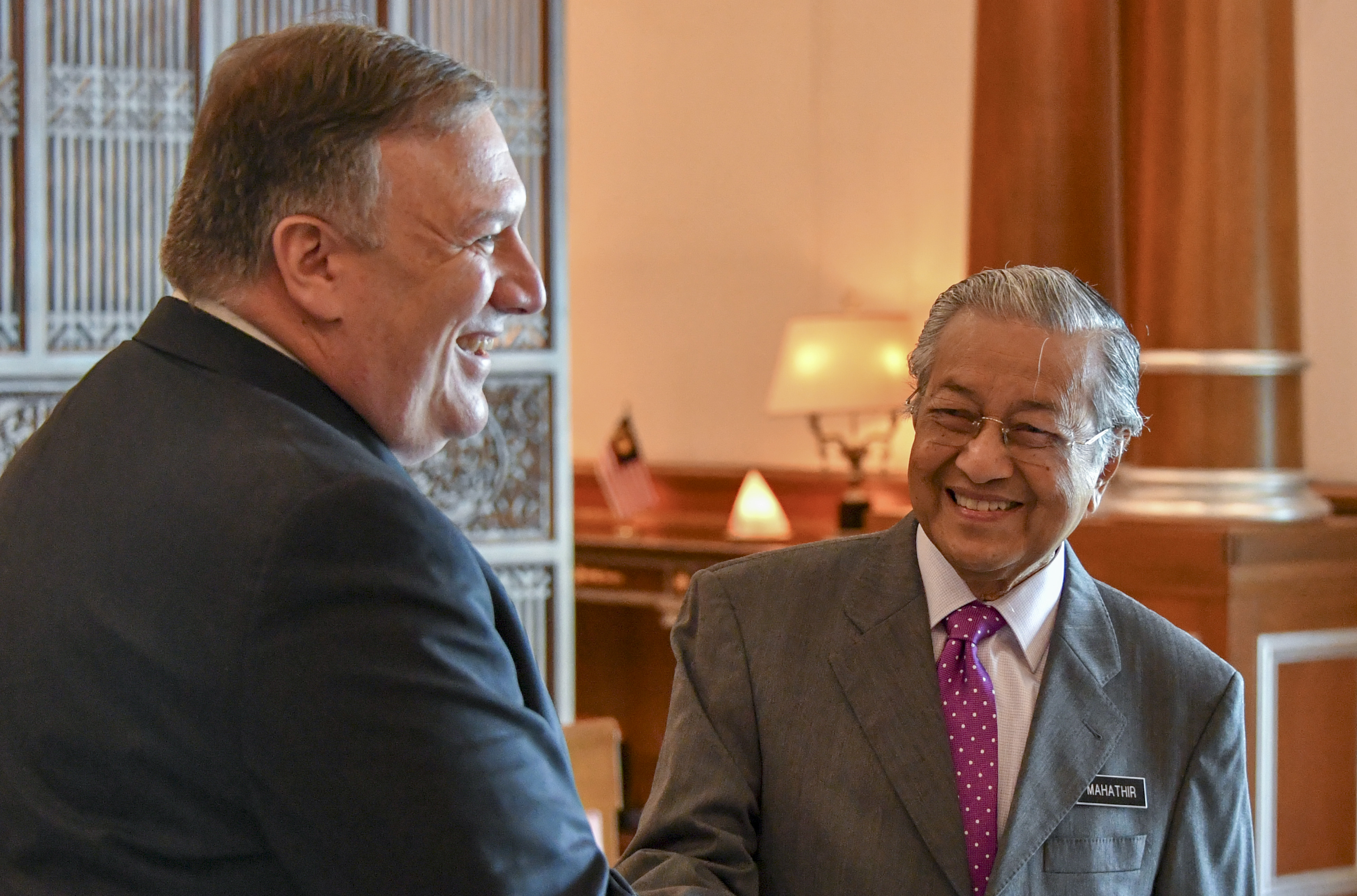
Mahathir và Bộ trưởng Ngoại giao Hoa Kỳ Mike Pompeo (3 tháng 8 năm 2018)

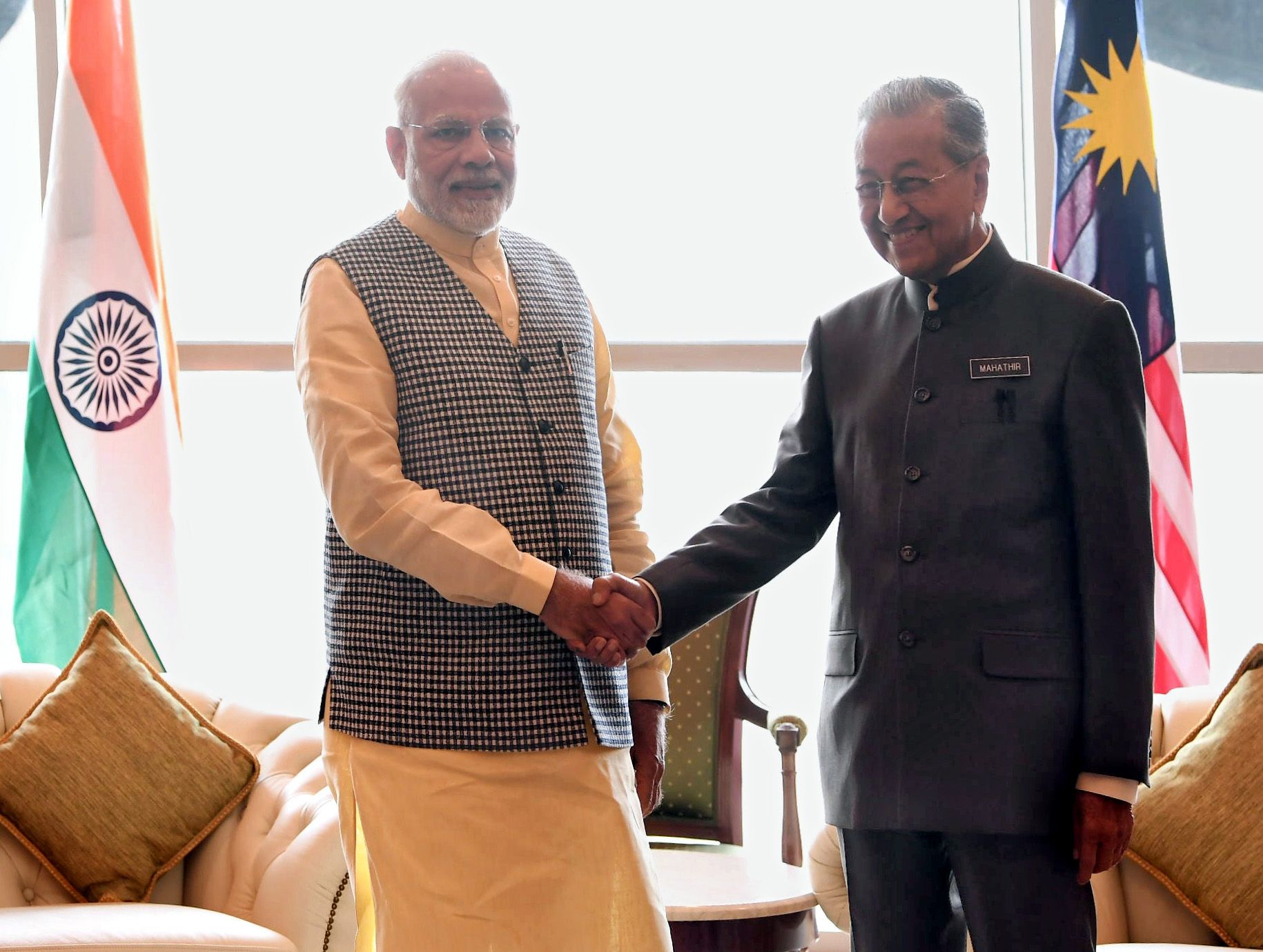
Mahathir và Thủ tướng Ấn Độ Narendra Modi (31 tháng 5 năm 2018)

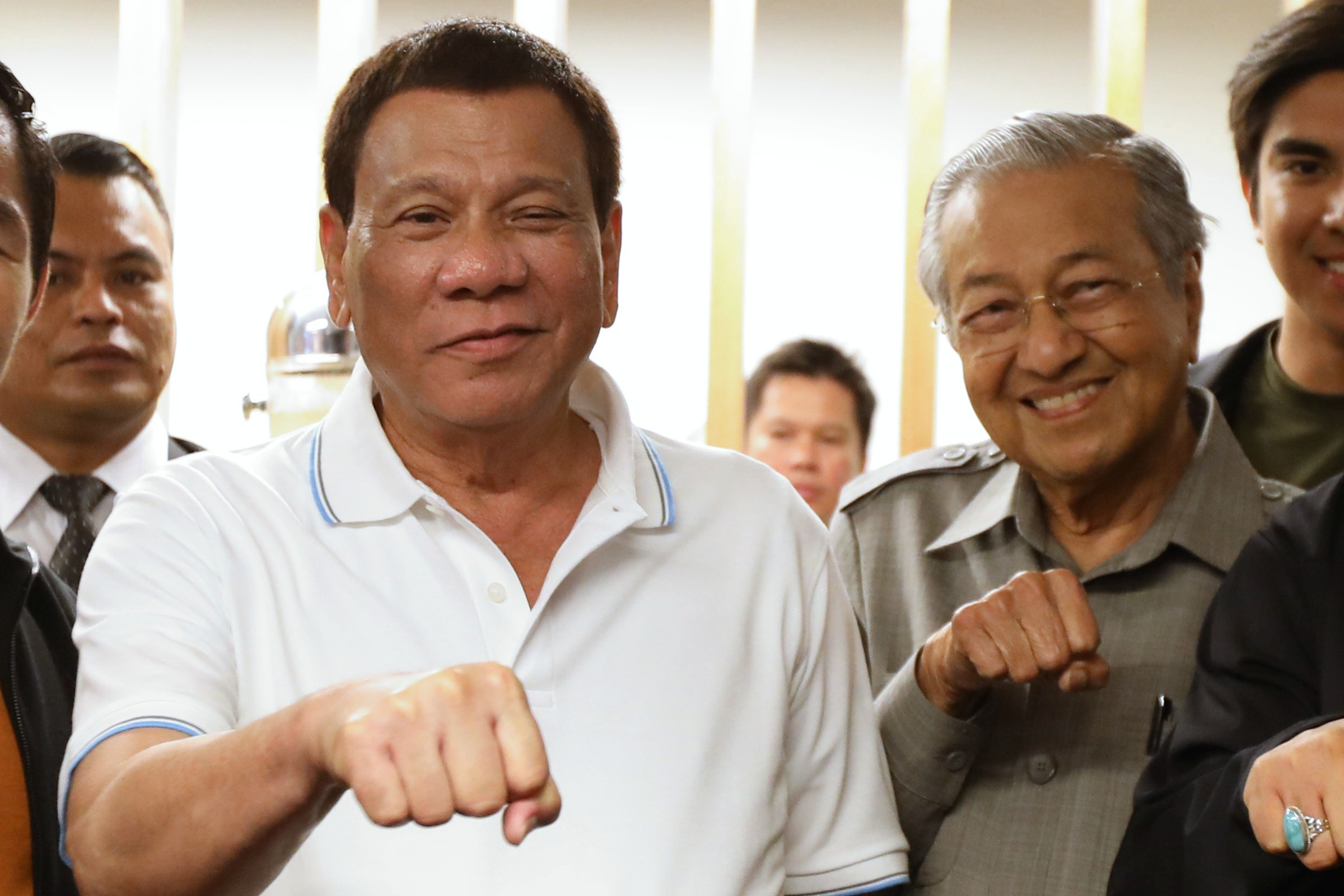
Mahathir và Tổng thống Philippines Rodrigo Duterte (15 tháng 7 năm 2018)

Mahathir 92 tuổi đã giành chiến thắng lịch sử trong cuộc tổng tuyển cử ngày 9/5/2018 tại Malaysia, chấm dứt 60 năm cầm quyền của liên minh Barisan Nasional (BN).
Tại lễ tuyên thệ nhậm chức tối 10-5, ông Mahathir cam kết sẽ nâng cao giá trị của đồng ringgit (đồng tiền của Malaysia), cũng như sẽ thu hồi lại hàng tỷ USD bị thất thoát trong vụ bê bối quỹ nhà nước 1MDB của chính phủ tiền nhiệm. Ông cam kết sẽ dẫn đầu chính phủ mới loại bỏ những luật lệ "áp bức và thiếu công bằng", nghiên cứu luật chống "tin giả" và xem xét luật hội đồng an ninh quốc gia. Theo chỉ đạo của tân Mahathir, các cơ quan chức năng Malaysia đã thành lập lực lượng đặc trách điều tra về vụ bê bối Quỹ Đầu tư nhà nước 1MDB.
Ngày 30/5/2018, Mahathir thông báo nước này thành lập quỹ Tabung Harapan (quỹ Hy vọng) để người dân có thể quyên góp tiền giúp chính phủ mới thanh toán khoản nợ công khổng lồ.
Ngày 14/1/2020, Mahathir vừa bố rằng, ông sẵn sàng từ chức bất cứ khi nào Hội đồng Chủ tịch của Liên minh Hy vọng (PH) cầm quyền yêu cầu. Phát biểu với báo giới, Mahathir nhấn mạnh, vấn đề nói trên sẽ được quyết định bởi cả 4 đảng hợp thành PH, nếu các đảng muốn ông ra đi, ông sẽ sẵn sàng.
Ngày 24/2/2020, Mahathir đã đệ đơn từ chức lên Quốc vương Abdullah Ri'ayatuddin Al-Mustafa Billah Shah, đồng thời ông Mahathir cũng từ chức Chủ tịch đảng Đoàn kết Bản địa Malaysia (Bersatu). Cùng với đó, đảng Bersatu cũng tuyên bố rút khỏi Liên minh Hy vọng cầm quyền (PH) để ủng hộ Thủ tướng. Sau đó, Quốc vương đã phê chuẩn đơn từ chức của Mahathir, đồng thời chỉ định ông tiếp tục làm Thủ tướng tạm quyền trong thời gian chờ bổ nhiệm Thủ tướng mới. Đến ngày 29 tháng 2, quốc vương Abdullah Ri'ayatuddin Al-Mustafa Billah Shah đã chỉ định ông Muhyiddin Yassin trở thành tân Thủ tướng Malaysia.

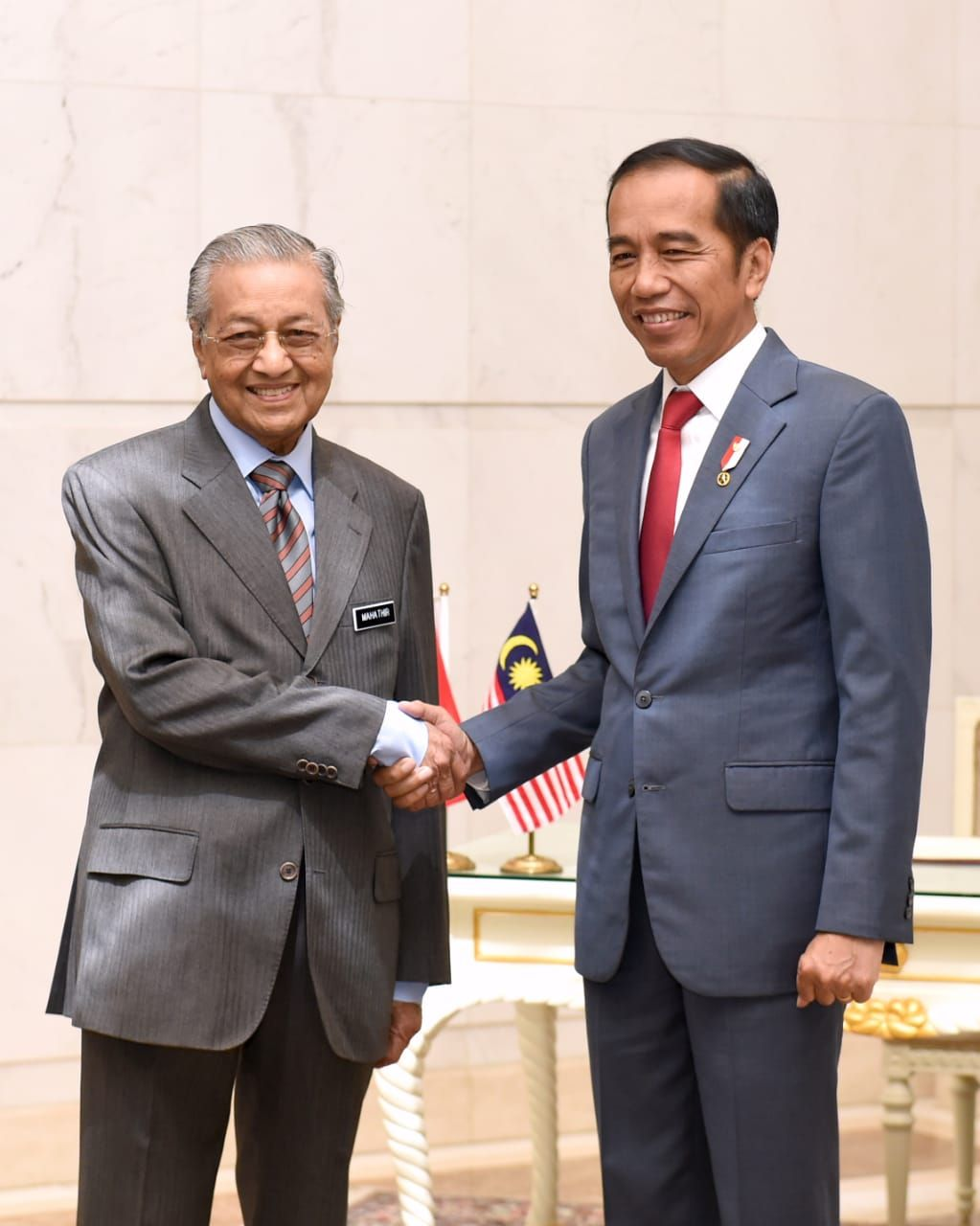
Mahathir và Tổng thống Indonesia Joko Widodo (9 tháng 8 năm 2019)

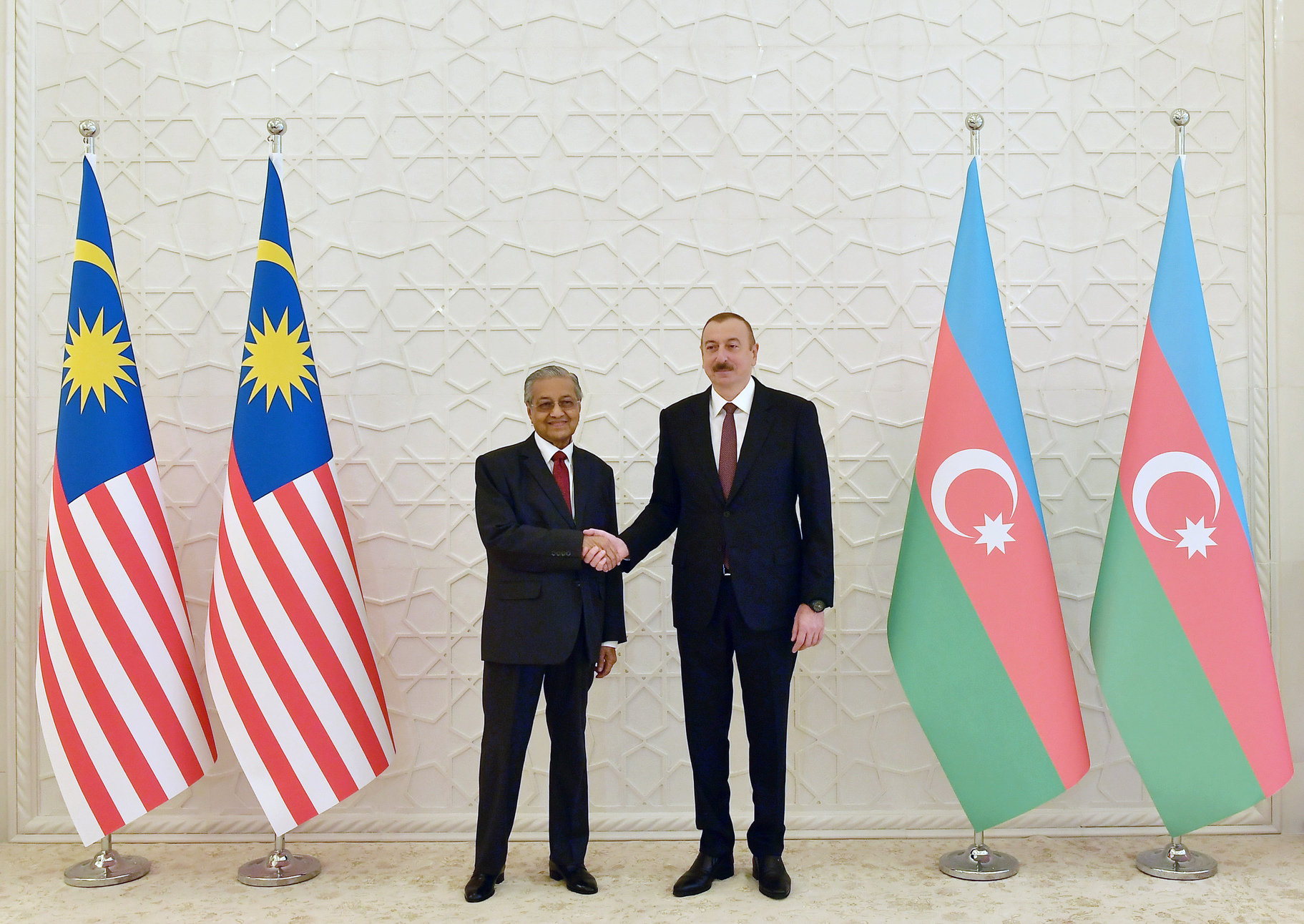
Mahathir và Tổng thống Azerbaijan Ilham Aliyev (26 tháng 10 năm 2019)

## Sức khỏe
Mahathir nay tuy đã chậm lại do tuổi tác nhưng trông vẫn còn khỏe mạnh.

### Tiền sử bệnh tim
Mahathir có tiền sử bệnh tim nhẹ. Ông đã trải qua một cuộc giải phẫu tạo đường tắt năm 1/1989. Ngày 9 tháng 11 năm 2006, ông được đưa vào cấp cứu vào Viện Tim Quốc gia ở Kuala Lumpur sau khi bị tắc nghẽn động mạch vành. Ngày 2 tháng 9 năm 2007, Mahathir phải trải qua một cuộc phẫu thuật tim lần thứ hai (về động mạch vành), khi ở tuổi 82.

### Chảy máu mũi khi đang họp báo
Tờ The Star ngày 19/11/2019 đưa tin Mahathir (94 tuổi) phải kết thúc buổi họp báo giữa chừng khi bị chảy máu mũi.
Sự việc xảy ra khi ông đang trả lời câu hỏi của giới phóng viên tại Triển lãm và Hội nghị Dầu cọ quốc tế 2019 do Hội đồng Dầu cọ Malaysia (MPOB) tổ chức tại Trung tâm Hội nghị Kuala Lumpur.
Mahathir lấy khăn tay quẹt mũi sau khi trả lời xong vài câu hỏi. Sau đó, ông được đưa khỏi buổi họp báo.
Một trong những trợ lý của ông xác nhận về việc thủ tướng bị chảy máu mũi nhưng chỉ trong một thời gian ngắn.
"Vâng, mũi ông ấy bị chảy máu chỉ trong một lúc và đã ngưng chảy. Hiện tại ông ấy trở lại làm việc tại văn phòng ở Putrajaya. Ông ấy ổn cả", trợ lý không nêu tên này nói và cho biết thêm rằng Mahathir sẽ dự một sự kiện khác vào buổi tối.

### Tiêm vaccine ngừa Covid-19
Ngày 7 tháng 3 năm 2021, Mahathir 95 tuổi và phu nhân Siti Hasmah Mohamad Ali đã tiêm vaccine ngừa Covid-19, đồng thời kêu gọi người dân nhanh chóng đăng ký Chương trình tiêm chủng này để giúp chính phủ đẩy nhanh quá trình tiêm chủng nhằm hạn chế sự lây lan của virus.

### Dương tính với COVID-19
Ngày 31/8/2022, Văn phòng của Mahathir cho biết vị chính trị gia kỳ cựu 97 tuổi đã phải nhập viện sau khi có kết quả xét nghiệm dương tính với COVID-19. Các cố vấn cho hay Mahathir đã nhập Viện Tim mạch quốc gia (NHI) sáng 31/8 để theo dõi trong vài ngày tới theo lời khuyên của đội ngũ y tế, song không cung cấp thông tin chi tiết về tình trạng sức khỏe của ông Mahathir. Ông được xuất viện vào ngày 4 tháng 9.

## Phong tặng và tôn vinh

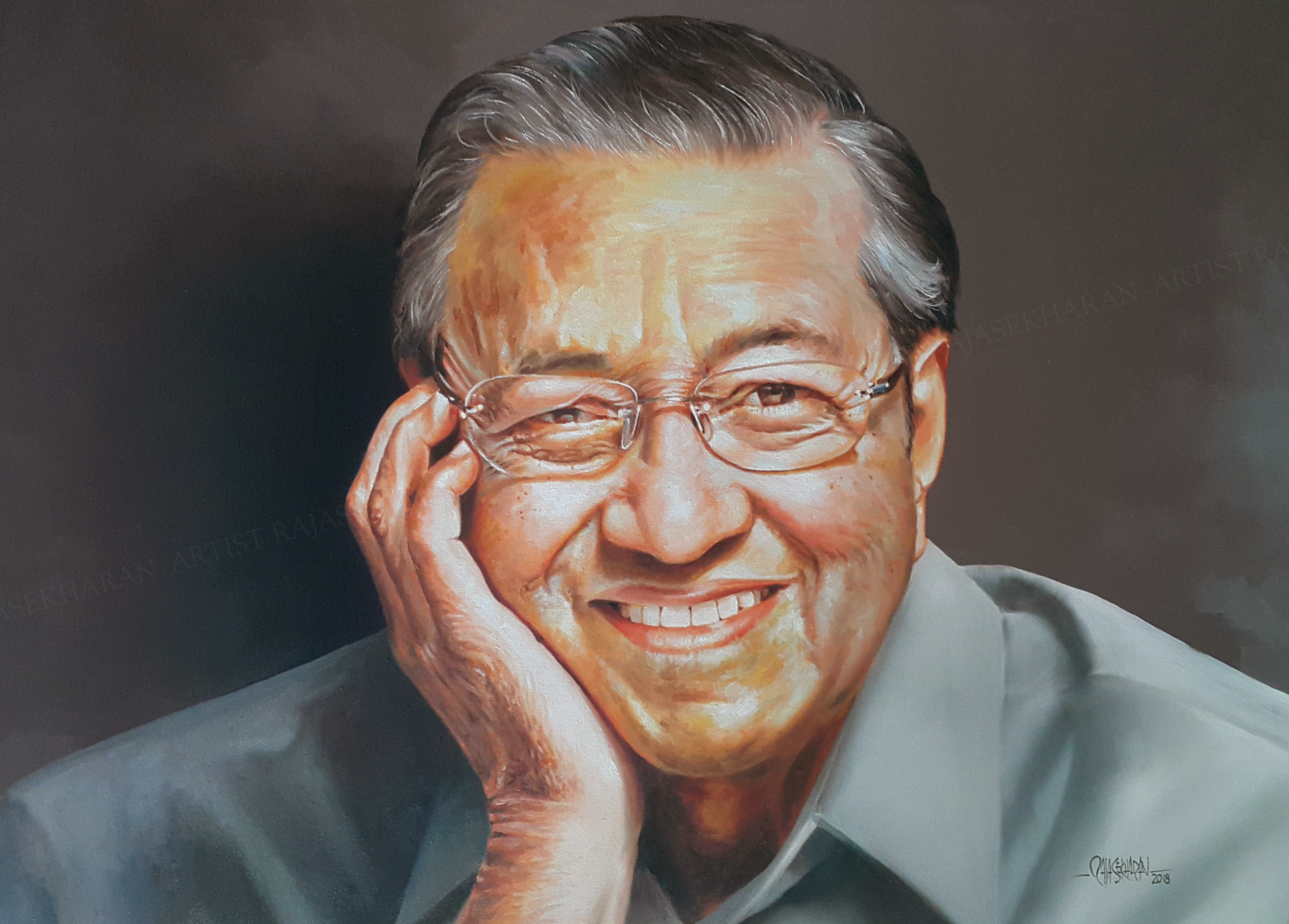
Bức tranh sơn dầu Mahathir

- Hình ảnh Mahathir được chiếu lên mặt tiền của Tháp Telekom ở Kuala Lumpur trong ngày lễ kỷ niệm quốc gia năm 2004.
- Tước hiệu Bapa Pemodenan (Người cha của sự hiện đại hóa).[40]
- Tước hiệu Tun.[41]
- Dinh thự Sri Perdana của Mahathir, nơi ông sống được xây dựng thành Viện Bảo tàng Sri Galeria Perdana (thiết kế và bố trí ban đầu của Sri Perdana đã được bảo tồn theo các nguyên tắc bảo tồn di sản).